# آراکان، کوتاباتو
آراکان، کوتاباتو (به لاتین: Arakan, Cotabato) یک منطقهٔ مسکونی در فیلیپین است که در کوتاباتو واقع شده‌است.